# Mee (cráter)
Mee es un cráter de impacto que se encuentra en la parte suroeste de la cara visible de la Luna. Superpuesto al borde noroeste e invadiendo un tercio del suelo interior de Mee se halla el cráter Hainzel, una formación integrada en un trío de cráteres superpuestos. Al sur se halla el cráter notablemente alargado Schiller. Mee tiene 132 kilómetros de diámetro y 2.7 kilómetros de profundidad. Pertenece al período Período Pre-Nectárico, de hace entre 4550 y 3920 millones de años.
|  |

Se trata de una antigua formación con un borde exterior que ha sido fuertemente erosionado por impactos posteriores, dejando una impresión irregular de su borde. La pared interna muestra numerosas muescas producidas por cráteres pequeños, entre los que el más reciente es Mee F, situado en el lado noroeste. El suelo interior es relativamente nivelado, con un palimpsesto, Mee E, en la parte noroeste. Un pequeño cráter con un alto albedo aparece en la parte oriental de la plataforma interior.
El cráter lleva el nombre del astrónomo escocés del siglo XIX Arthur Butler Phillips Mee.

## Cráteres satélite
Por convención estos elementos son identificados en los mapas lunares poniendo la letra en el lado del punto medio del cráter que está más cercano a Mee.
|     | \| Mee \| Coordenadas \| Diámetro \| \| --- \| ------------------------------ \| -------- \| \| A \| 44°24′S 29°06′O / -44.4, -29.1 \| 14 km \| \| B \| 44°36′S 31°06′O / -44.6, -31.1 \| 15 km \| \| C \| 45°18′S 28°42′O / -45.3, -28.7 \| 13 km \| \| D \| 45°18′S 32°54′O / -45.3, -32.9 \| 9 km \| \| E \| 43°00′S 35°18′O / -43.0, -35.3 \| 16 km \| \| F \| 43°18′S 36°42′O / -43.3, -36.7 \| 12 km \| \| G \| 45°30′S 40°42′O / -45.5, -40.7 \| 23 km \| \| H \| 44°06′S 39°24′O / -44.1, -39.4 \| 48 km \| \| J \| 44°30′S 40°36′O / -44.5, -40.6 \| 10 km \| \| K \| 44°24′S 41°36′O / -44.4, -41.6 \| 9 km \| \| L \| 44°00′S 41°30′O / -44.0, -41.5 \| 8 km \| \| M \| 45°48′S 29°06′O / -45.8, -29.1 \| 8 km \| \| N \| 45°12′S 42°12′O / -45.2, -42.2 \| 6 km \| \| P \| 45°54′S 30°00′O / -45.9, -30.0 \| 14 km \| \| Q \| 43°36′S 33°54′O / -43.6, -33.9 \| 1 km \| \| R \| 44°00′S 43°24′O / -44.0, -43.4 \| 10 km \| \| S \| 43°12′S 41°00′O / -43.2, -41.0 \| 12 km \| \| T \| 42°30′S 38°12′O / -42.5, -38.2 \| 9 km \| \| U \| 42°48′S 33°54′O / -42.8, -33.9 \| 8 km \| \| V \| 45°30′S 42°24′O / -45.5, -42.4 \| 7 km \| \| W \| 43°36′S 35°30′O / -43.6, -35.5 \| 5 km \| \| X \| 41°30′S 36°00′O / -41.5, -36.0 \| 7 km \| \| Y \| 44°18′S 36°48′O / -44.3, -36.8 \| 7 km \| \| Z \| 44°42′S 42°36′O / -44.7, -42.6 \| 12 km \| |          |
| Mee | Coordenadas | Diámetro |
| A   | 44°24′S 29°06′O / -44.4, -29.1 | 14 km    |
| B   | 44°36′S 31°06′O / -44.6, -31.1 | 15 km    |
| C   | 45°18′S 28°42′O / -45.3, -28.7 | 13 km    |
| D   | 45°18′S 32°54′O / -45.3, -32.9 | 9 km     |
| E   | 43°00′S 35°18′O / -43.0, -35.3 | 16 km    |
| F   | 43°18′S 36°42′O / -43.3, -36.7 | 12 km    |
| G   | 45°30′S 40°42′O / -45.5, -40.7 | 23 km    |
| H   | 44°06′S 39°24′O / -44.1, -39.4 | 48 km    |
| J   | 44°30′S 40°36′O / -44.5, -40.6 | 10 km    |
| K   | 44°24′S 41°36′O / -44.4, -41.6 | 9 km     |
| L   | 44°00′S 41°30′O / -44.0, -41.5 | 8 km     |
| M   | 45°48′S 29°06′O / -45.8, -29.1 | 8 km     |
| N   | 45°12′S 42°12′O / -45.2, -42.2 | 6 km     |
| P   | 45°54′S 30°00′O / -45.9, -30.0 | 14 km    |
| Q   | 43°36′S 33°54′O / -43.6, -33.9 | 1 km     |
| R   | 44°00′S 43°24′O / -44.0, -43.4 | 10 km    |
| S   | 43°12′S 41°00′O / -43.2, -41.0 | 12 km    |
| T   | 42°30′S 38°12′O / -42.5, -38.2 | 9 km     |
| U   | 42°48′S 33°54′O / -42.8, -33.9 | 8 km     |
| V   | 45°30′S 42°24′O / -45.5, -42.4 | 7 km     |
| W   | 43°36′S 35°30′O / -43.6, -35.5 | 5 km     |
| X   | 41°30′S 36°00′O / -41.5, -36.0 | 7 km     |
| Y   | 44°18′S 36°48′O / -44.3, -36.8 | 7 km     |
| Z   | 44°42′S 42°36′O / -44.7, -42.6 | 12 km    |